# Maliubu (Aldeia)
Maliubu (Mali-Ubu, Male-Ubu, Male Ubu, Maleubu) ist eine osttimoresische Aldeia im Suco Maliubu (Verwaltungsamt Bobonaro, Gemeinde Bobonaro). 2015 lebten in der Aldeia 364 Menschen.

## Geographie
Maliubu liegt im Nordosten des Sucos Maliubu. Westlich liegt die Aldeia Nunupa und südlich die Aldeias Hatu-Udu und Licaubu. Im Osten grenzt Licaubu an den Suco Colimau und im Norden an den Suco Atara. Von Osten her reichen Ausläufer der Ramelau-Berge in die Aldeia hinein. Der Osten von Maliubu liegt daher über 1000 m, fällt aber dann rasch um über hundert Meter ab. Vor dem östlichen Berghang vorgelagert reicht der Foho Haubole (1021 m) in die tiefer gelegene Ebene hinein und bildet das Zentrum der Aldeia Maliubu. Eine kleine Straße umrahmt den Berg. Östlich von ihm verläuft die Überlandstraße von Maliana nach Atsabe. An der Straße liegt das Dorf Maliubu. Am Westhang befindet sich Hauboten, mit der Grundschule der Aldeia. Nördlich liegt der Ort Manumea.

## Politik
2023 wurde Domingos Gonçalves zum Chefe de Aldeia gewählt.